# Niżnij Kurługasz
Niżnij Kurługasz (ros. Нижний Курлугаш) – wieś (dieriewnia) w Rosji, w Chakasji, w rejonie tasztypskim. W 2010 liczyła 310 mieszkańców.